# Suna wo Kamu you ni... Namida
Singles de Aya Matsuura
Ki ga Tsukeba Anata
(2005) Egao
(2007)
Singles par GAM
Thanks!
(2006)
Suna wo Kamu you ni... Namida (砂を噛むように… NAMIDA) est le 18e single de Aya Matsuura, sorti en février 2006, dans le cadre du Hello! Project.

## Présentation
Le single sort le 1er février 2006 au Japon sous le label Zetima, produit par Taisei. Désormais, son ancien producteur et auteur-compositeur Tsunku n'intervient plus directement sur ses disques, de style musical plus mûr, dont les sorties sont réduites à une ou deux par an et qui se vendront moins.
Le single atteint la 14e place du classement de l'Oricon. Il se vend à 14 323 exemplaires la première semaine, et reste classé pendant 5 semaines, pour un total de 20 212 exemplaires vendus. C'est alors son disque le moins vendu. Il sort également en format Single V (DVD), mais pas en édition limitée.
La chanson-titre du single figurera sur son quatrième album original Double Rainbow de 2007, après avoir été réinterprétée sur son album de reprises Naked Songs de 2006 et avoir figuré sur la compilation du Hello! Project Petit Best 7 de fin 2006.
Aya Matsura ne sortira pas d'autre single en solo pendant un an et demi, jusqu'à Egao fin août 2007, mais enregistrera entre-temps quatre singles et un album dans le cadre de son duo avec Miki Fujimoto : GAM, actif de septembre 2006 à juin 2007.

## Liste des titres
Toutes les paroles sont écrites par Mera Morimura.
| 1. | Suna wo Kamu you ni... Namida (砂を噛むように… NAMIDA)                | Joey Carbone, Kyoko Nitta / Taisei, Konishi Takao | 4:11 |
| 2. | Happiness (ハピネス)                                                  | Joey Carbone, Dennis Belfield / Asai Yasuo        | 4:49 |
| 3. | Suna wo Kamu you ni... Namida (Instrumental) (砂を噛むように… NAMIDA) | Joey Carbone, Kyoko Nitta / Taisei, Konishi Takao | 4:11 |

| 1. | Suna wo Kamu you ni... Namida (砂を噛むように… NAMIDA)                                 |  |
| 2. | Suna wo Kamu you ni... Namida (Close-up Ver.) (砂を噛むように… NAMIDA (Close-up Ver.)) |  |
| 3. | Making of (メイキング映像)                                                             |  |

## Interprétations à la télévision
- Cérémonie de clôture de l'Expo 2005 (2006.09.29)
- Hey! Hey! Hey! Music Champ (2006.10.23)